# Cyperus anisitsii
Cyperus anisitsii är en halvgräsart som beskrevs av Georg Kükenthal. Cyperus anisitsii ingår i släktet papyrusar, och familjen halvgräs.
Artens utbredningsområde är Paraguay. Inga underarter finns listade i Catalogue of Life.